# 鳥取市若葉台スポーツセンター
鳥取市若葉台スポーツセンター（とっとりしわかばだいスポーツセンター）は、鳥取県鳥取市にあるスポーツ施設である。施設は鳥取市が「鳥取市若葉台スポーツセンターの設置及び管理に関する条例」（平成24年9月26日鳥取市条例第35号、以下「条例」と記す） に基づいて設置・所有し、一般財団法人鳥取県サッカー協会が指定管理者として運営管理を行っている。
日本プロサッカーリーグ（Jリーグ）に加盟するガイナーレ鳥取（以下「ガイナーレ」と記す）が練習施設として使用している。

## 概要
「市民の体育振興と健康の増進を図るため」との目的（条例第1条）により鳥取市が整備して、2013年4月に完成したスポーツ施設である。ガイナーレが2010年秋にJ2参入が決定した際に、Jリーグ側から練習環境の改善を求められたことをきっかけとして整備が検討され、鳥取市土地開発公社が市南部の津ノ井ニュータウン（若葉台）の一角に市営住宅の建設計画用に購入造成し、建設計画が頓挫し“塩漬け”となっていた土地を市が取得し整備したものである。総事業費は約18億円で、うち約15億円が用地取得費だった。整備にあたっては日本サッカー協会、日本スポーツ振興センターの助成を受けている。
完成と同時に指定管理者制度が導入され（条例第3条）、2団体の応募があり、選考の結果、鳥取県サッカー協会が指定管理者に選定されている。指定管理期間は2013年4月1日から2016年3月31日（3年間）。

## 施設
- グラウンド（天然芝）[3][5]
- トレーニングルーム[5]
- シャワー室[5]
- 浴室[5]
- 会議室、ロッカールーム [5]

## 利用
サッカーをはじめ、グラウンドゴルフや幼稚園・保育園の園外保育での活動などを想定した一般利用を行う ほか、施設の完成と同時にガイナーレが当施設を練習場として使用している。

## 交通
- JR山陰本線・鳥取駅よりバス（路線番号：70H・73・74・75・75B・77）で約20分「若葉台北5丁目」下車、徒歩約1分[1]
- JR因美線 津ノ井駅よりタクシー約10分[1]
- JR・若桜鉄道 郡家駅よりタクシー約10分[1]

## 周辺
- 公立鳥取環境大学
- 鳥取市立若葉台小学校
- イオン津ノ井店
- 鳥取県立鳥取工業高等学校